# 広島県道222号甲奴停車場線
広島県道222号甲奴停車場線（ひろしまけんどう222ごう こうぬていしゃじょうせん）は、広島県三次市を通る一般県道である。

## 概要
JR西日本福塩線 甲奴駅から広島県道27号吉舎油木線を結ぶ。

### 路線データ
- 起点：三次市甲奴町本郷（JR西日本福塩線 甲奴駅前）
- 終点：三次市甲奴町本郷（広島県道27号吉舎油木線交点）
- 総延長：74 m
- 実延長：74.1 m[1]

## 歴史
- 1960年（昭和35年）10月10日 - 広島県告示第682号により広島県道93号甲奴停車場線として認定される。
- 1972年（昭和47年）11月1日 - 広島県の県道番号再編により現行の路線名称に変更される。
- 2004年（平成16年）4月1日 - 三次市と双三郡の全町村、甲奴郡甲奴町が対等合併して改めて三次市が発足したことに伴い全線が三次市域のみを通る路線になり、併せて起終点の地名表記が変更される（甲奴郡甲奴町本郷→三次市甲奴町本郷）。
- 2007年（平成19年）10月26日 - 全線の管理権限が広島県から三次市に委譲される[2]。

## 路線状況

### 交通量
道路交通センサス
| 平成17年（2005年）度 | 平成22年（2010年）度 | 平成27年（2015年）度 | 令和3年（2021年）度 |
| -------------------- | -------------------- | -------------------- | ------------------- |
| 1,317                | 1,255                | 1,313                | 1,334               |

## 地理

### 通過する自治体
- 三次市

### 交差する道路
| 交差する道路           | 交差する場所 | 交差する場所 |
| ---------------------- | ------------ | ------------ |
| 広島県道27号吉舎油木線 | 甲奴町本郷   | 終点         |

### 沿線
- JR西日本福塩線 甲奴駅